# باراماونت ستريمنغ
باراماونت ستريمنغ (بالإنجليزية: Paramount Streaming)‏؛ المعروفة سابقًا باسم سي بي إس ميديا جروب (CBS Digital Media Group)، ثم سي بي إس إنتراكتيف (CBS Interactive)) هي قسم وسائط أمريكي تابع لشركة فاياكوم سي بي إس يشرف على عمليات خدمات البث والعلامات التجارية عبر الإنترنت. إنها شبكة محتوى على الإنترنت للمعلومات والترفيه. تغطي مواقعها الإلكترونية وتطبيقاتها الترفيه، الأخبار، والرياضة. يرأسها توم رايان.

## تاريخ

### سي بي إس إنتراكتيف

شعار سي بي إس إنتراكتيف (2016–2021)

في 30 مايو 2007، استحوذت سي بي إس إنتراكتيف على لاست.إف إم مقابل 140 مليون جنيه إسترليني (280 مليون دولار أمريكي).
في 30 يونيو 2008، استحوذت سي بي إس على شبكات سي نت وتم دمج الأصول في سي بي إس إنتراكتيف، بما في ذلك ميتاكرتيك، غيم سبوت، تي في.كوم، وموفيتوم.
في 15 مارس 2012، أُعلن أن سي بي إس التفاعلية استحوذت على الموقع المختص بثقافة ألعاب الفيديو على الإنترنت جاينت بومب قنبلة والموقع المختص بكتب الرسوم الهزلية كوميك فاين من ويسكي ميديا، التي باعت المواقع أخرى المتبقية لبيرمان براون. شهدت هذه المناسبة عودة صحفي ألعاب الفيديو جيف جيرستمان إلى قسم سي بي إس إنتراكتيف لمواقع ألعاب الفيديو، والذي يتضمن غيم سبوت وغيم إف أي كيوز، وقد عمل غيرتزمان مرة أخرى مباشرةً مع بعض أقرانه السابقين في غيم سبوت داخل نفس المبنى في مقر سي بي إس إنتراكتيف.
في 17 أبريل 2012، أُعلن أن مايجر ليغ غيمنغ وسي بي إس إنتراكتيف ستدخلان شراكة إلى جانب تويتش لتكون المذيع الحصري الوحيد عبر الإنترنت لمسابقات الحلبات الإحترافية، وكذلك للتمثيل الإعلاني.

### إعادة دمج سي بي إس/فاياكوم وما بعد ذلك
في 4 نوفمبر 2019، ذكرت فارياتي أن جيم لانزون سيترك الشركة بعد 9 سنوات ليصبح مديرًا تنفيذيًا مقيمًا في بينشمارك كابيتال، وسيخلفه مارك ديبفواز.
اندمجت شركة سي بي إس الشركة الأم لسي بي إس إنتراكتيف مع الشركة الشقيقة فاياكوم في 4 ديسمبر 2019، لتشكيل فاياكوم سي بي إس.
في 14 سبتمبر 2020، أُعلن أن ريد فينشرز ستستحوذ على «سي نت ميديا جروب» من فاياكوم سي بي إس مقابل 500 مليون دولار، والتي تم الانتهاء منها في 30 أكتوبر 2020.
بعد سحب الاستثمار من «سي نت ميديا جروب»، تم حل سي بي إس إنتراكتيف بعد إعادة الهيكلة التنظيمية وإعادة تسمية فاياكوم ستريمنغ من أجل تسريع استراتيجيات البث المباشر إلى المستهلك من فاياكوم سي بي إس.
في 4 مارس 2021، أعادت فاياكوم سي بي إس ستريمنغ تسمية سي بي إس أول أكسيز إلى باراماونت+، مع محتوى بث إضافي وإعادة تسمية العلامة التجارية في ذلك الوقت.

## ملكيات
تتضمن بعض خصائص الوسائط الرقمية ضمن فاياكوم سي بي إس ستريمنغ: باراماونت+، بلوتو تي في، سي بي إس إن، سي بي إس سبورت إتش كيو، إي تي لايف، بي إي تي+ ونوغن.

### مجردة/منتهية
عندما كانت الشركة تُعرف باسم سي بي إس إنتراكتيف، امتلكت العديد من المواقع، تم بيع معظمها إلى ريد فينشرز (Red Ventures) في عام 2020. مواقعها السابقة هي: بي نت ‏، سي نت، داونلود.كوم، تِك ريببليك، زدنت، غيم إف أي كيوز، غيم سبوت، جاينت بومب، أون غيمرز ‏، تي في غايد.كوم، تشوهاوند، تي في.كوم، ميتاكريتيك، كوميك فاين، غيم رانكينغز، ميترو ليريكس وأوربن بيبي ‏.

## وصلة خارجية
- الموقع الرسمي

لم يتم العثور على روابط لمواقع التواصل الاجتماعي.